# Pozzo (araldica)
In araldica il pozzo è simbolo di verità e di sapienza, come nell'espressione popolare un pozzo di scienza.

Pozzo con bastone pastorale (Eimsheim, Germania)
Pozzo con secchiello e catena (Gazzola)
Pozzo d'argento, murato di nero e coperto d'oro (Pozzo d'Adda)
Pozzo mattonato di rosso (Pozzolengo)
Pozzo all'antica di pietra (Pozzonovo)
Pozzo d'oro, murato di nero (Pozzuolo Martesana)
Vera di pozzo all'antica (Pozzuolo del Friuli)